# Saurauia panayensis
Saurauia panayensis är en tvåhjärtbladig växtart som beskrevs av Elmer Drew Merrill. Saurauia panayensis ingår i släktet Saurauia och familjen Actinidiaceae. Inga underarter finns listade i Catalogue of Life.